# Dipoena sericata
Dipoena sericata är en spindelart som först beskrevs av Simon 1879.  Dipoena sericata ingår i släktet Dipoena och familjen klotspindlar.
Artens utbredningsområde är Frankrike. Inga underarter finns listade i Catalogue of Life.